# Delias talboti
Delias talboti är en fjärilsart som beskrevs av James John Joicey och Alfred Noakes 1915. Delias talboti ingår i släktet Delias och familjen vitfjärilar. Inga underarter finns listade i Catalogue of Life.